# Cais do Sodré (métro de Lisbonne)
Cais do Sodré est une station du métro de Lisbonne sur la ligne verte. Elle dessert la gare ferroviaire et le terminal fluvial du même nom.